# Избори за градоначелника Ниша 2004.
Избори за градоначелника Ниша 2004. су били 19. септембра 2004, и део су локалних избора у Србији 2004. Ово су први, и до данас (2025) једини избори у којима се градоначелник бирао директно. У другом кругу је дотадашњег градоначелника из Демократске странке Горана Ћирића победио кандидат Нове Србије Смиљко Костић, дугогодишњи директор ДИН-а. У другом кругу ових избора је настао култни видео клип везан за убедљиву победу Смиљка Костића.

## Ниш уочи избора
Ниш је 1995. по просечној заради био на четвртом месту у Србији, док се у септембру 2003. нашао на 50. месту. Просечна зарада у октобру 2003. је износила 17.056 динара, по чему је град који је трећи по величини у држави на 59. месту по просечним зарадама, па је као такав представљао најизраженији социјални проблем у Србији. За разлику од избора за градоначелника Београда, у кампањи су се кандидати уместо пројеката попут изградња мостова, фокусирали на велику незапосленост, у покушају да покажу како су они прави избор за решавање проблема 40.000 незапослених. Опозициони кандидати су тврдили да је прави број незапослених око 47.000, док је актуелна градска власт предвођена Гораном Ћирићем и коалицијом око ДС-а тврдила да је број незапослених 40.000, наводећи да је разлика од 7.000 нестала током последњих четири година од кад је у Нишу на власти ДС са мањим коалиционим партнерима.
Кандидат за градоначелника ће за септембарске локалне изборе морати дда прикупе најмање 6.606 потписа грађана Ниша, где је укупан број бирача на дан расписивања избора износио 220.212. За фаворита је важио актуелни градоначелник, или по закону председник скупштине града Горан Ћирић, кога је подржао локални одбор СПО-а.

## Кандидати и обећања
Градска изборна комисија Ниша је потврдила кандидатуре 9 кандидата за градоначелника:
Уз опис кандидата су приложене и кратке биографије, као и обећања бирачима ако их они одаберу као градоначелника:
1. Зоран Бојанић, Покрет снага Србије: Лекар, кандидат Покрета снага Србије, као градоначелник Ниша, прво ће омогућити бесплатну легализацију свих стамбених зграда. Своје противнике види као људе који су искористили своју шансу јер су сви већ били на власти на овај или онај начин. Слободно време користи за писање стручне литературе, а у посебним приликама кува за пријатеље.[6]
2. Горан Ћирић, Демократска странка: Дипломирани инжењер електронике, кандидат Демократске странке, председник Скупштине града, нада се развоју града за 20 милиона евра, колико је Ниш добио од приватизације, а које су тренутно у Фонду за подстицање економског развоја. Најављује формирање широког фронта који ће, према његовој процени, окупити 70% локалних политичких снага ради решавања виталних проблема. У слободно време игра кошарку и шета са ћеркама.[6]
3. Властимир Ђокић, Социјалистичка партија Србије: Дипломирани инжењер машинства, представник Социјалистичке партије Србије, истиче као свој први задатак окупљање стручњака, без обзира на партијску припадност, у Већу за развој града. Не искључује постизборну сарадњу са противкандидатима, али наглашава да не види начин за њену реализацију јер, како наводи, нико од њих није човек од акције. Ђокић чита у слободно време, воли да кува, посебно викендом, за себе и супругу.[6]
4. Драгољуб Стаменковић, Српска радикална странка: Саобраћајни техничар, кандидат Српске радикалне странке, заложиће се за ефикаснију градску управу, запошљавање и комунално уређење града. Поштује своје противнике, не сматра их непријатељима и спреман је да превазиђе партијске ограде зарад интереса грађана. Воли да чита и пече, мајстор је у припреми рибље чорбе и рибљих специјалитета.[6]
5. Горан Илић, Демократска странка Србије: Лекар (ДСС), кандидат Демократске странке Србије, као свој приоритет наводи покретање економског развоја како би се обезбедила радна места и приватизација јавних предузећа. Наводи да ће постизборна сарадња бити условљена односима политичких снага, али да су ради интереса града могуће коалиције са странкама демократске опције. Воли да чита руске класике, игра кошарку и страствени је риболовац.[6]
6. Бранислав Јовановић, Г17 плус: Дипломирани правник, кандидат за Г17 Плус, своју изборну кампању заснива на борби против корупције и криминала. „Ставићу се на чело антикорупцијског тима и немилосрдно се носити са том појавом, као што сам то чинио и док сам био председник градске владе Ниша. Нисам се либио да се одрекнем блиских пријатеља само због сумње да би могли бити умешани у тако нечасне ствари “, каже Јовановић. Коментаришући могућност постизборне сарадње, Јовановић наглашава да је то могуће и са онима који подржавају изборни програм Г17 плус, али истиче да је искључена могућност коалиције са актуелним градским руководством. Јовановићеви хобији су трчање и фудбал. Каже да није гурман, али да воли нишки бурек.[6]
7. Смиљко Костић, Нова Србија: Дипломирани машински инжењер, кандидат Нове Србије, дугогодишњи директор ДИН-а најављује формирање тимова који ће окупити стручњаке са универзитета, стручњаке за теорију и људе из привреде који су се доказали у пракси. Они ће креирати програме за свако појединачно подручје, а затим ће почети да траже инвеститоре. Костић инсистира на политичкој толеранцији и спреман је за шири консензус у интересу града. Највећи је произвођач пшенице и кукуруза у нишком региону и воли баштованство.[6] "Морамо да се вратимо фирмама и радницима којима смо окренули леђа и изневерили их. За развој града потребан нам је свеж новац када нема нових инвестиција и нових инвеститора. Морамо их привући са олакшањем. Колико је неискоришћених поља и фабричких хала празних." То је потенцијал којим можемо привући моћне компаније и преко њих се укључити у међународну поделу рада “, објашњава Костић. Иако је познат по суђењу за злоупотребу службеног положаја, које се делимично завршило ослобађајућом пресудом након 32 месеца у притвору, у првом сазиву Скупштине Србије био је посланик СПС-а.[4] У позадини мог хапшења било је моје јавно противљење организованом шверцу цигарета, које је почетком 1998. године достигло 96% промета цигарета у земљи. Директни разлог је, међутим, пре свега била намера тадашњег премијера Мирка Марјановића и његовог клијента да продају Дуванску индустрију Ниш “, објаснио је раније Костић.[4]
8. Сима Радуловић, група грађана Лига за Ниш: Дипломирани правник, кандидат групе грађана Лига за Ниш, наглашава повећање популационог стандарда, стављајући градску управу под пуну контролу и подижући културу живљења у граду. Каже да заслужује поштовање према противницима јер су многи Нишлије стали иза њих. Спреман је за сарадњу са странкама демократске опције. Бави се спортским риболовом, пева са гитаром и воли да кува. (Глас јавности)[6]
9. Љубомир Славковић, група грађана Покрета за Ниш: Адвокат, кандидат групе грађана „За Ниш“, како наводи, започеће каријеру као градоначелник јавним састанком са сарадницима који ће представити програм активности за сваку област и преузети обавезу извршења. Коментаришући своје политичке противнике, Славковић наводи да ће грађани моћи да бирају између оних који су раније владали, оних који су сада на власти и нових људи који имају потпуно другачији приступ. У слободно време воли да украшава двориште викендице у Просеку, да гаји пчеле и пева са пријатељима уз хармонику или гусле.[6]